# Eiji Nonaka
Eiji Nonaka (野中 英次 Nonaka Eiji?) es un artista de manga y humorista japonés. Eiji escribe e ilustra manga shōnen y seinen. Su trabajo aparece en varias revistas de manga publicadas por Kodansha . 
Su serie más popular, Sakigake!! Kuromati kōkō, se publicó en Weekly Shōnen Magazine de 2001 a 2006. Gracias a la serie, Eiji ganó el Premio Kodansha Manga 2002 en la categoría shōnen. En 2003, fue seleccionado por el jurado en la séptima edición anual del Festival de arte de Japón. Ese mismo año, una anime basado en la serie se estrenó en TV Tokyo. En 2005, se lanzó un largometraje de acción real, titulado Sakigake!! Kuromati Kōkō The Movie. Una secuela spin-off titulado Cromartie Kōkō Shokuinshitsu debutó el 27 de octubre de 2018 en la aplicación Kodansha Magazine Pocket. Nonaka escribió el manga mientras que el arte fue dibujado por Ino Ichiban.
Kodansha volvió a publicar la serie en 17 volúmenes en tankōbon. Desde 2001 hasta 2006, lanzaron dos o tres volúmenes por año a medida que avanzaba la historia. ADV Manga publicó traducciones al inglés de los primeros 12 volúmenes en 2005–2007; los cuatro primeros fueron nominados para un Premio Eisner 2006 en la categoría "Mejor edición estadounidense de material extraño".
Aunque Eiji suele ilustrar su propio trabajo, su serie shōnen Double-J (2009) está ilustrada por Maru Asakura (亜桜まる?) . Double-J se adaptó a una miniserie animada, que se emitió en Nippon TV en 2011. 

## Manga
- Super Baseball Club (1991)
- Sakigake!! Kuromati kōkō (魁!!クロマティ高校?) [2001]
- Mechasawa-kun (メカ沢くん?) [2004]
- Mirai chonaikai (未来町内会?) [2006]
- Double-J (だぶるじぇい Daburu jei?) [2009]
- Saikyō! FANTA bando densetsu (最強!FANTAバンド伝説?) [2010]
- Kuromati Kōkō Shokuinshitsu (クロマティ高校 職員室?) [2018]

### Seinen
- Kachō baka ichidachi (課長バカ一代?)  [1996]
- Dream Mechanic (ドリーム職人 'Dorīmu shokunin'?)  [1998]
- Shaboten (しゃぼてん?)  [2000]
- Kachō baka ichidachi kodomoyō (課長バカ一代 子供用?)  [2001]
- Hataki (ハタキ?)  [2007]
- Akai sora shiroi umi (赤い空 白い海?)  [2008]